# Offenbacher Fußball-Club Kickers 1901 1988-1989
Questa voce raccoglie le informazioni riguardanti l'Offenbacher Fußball-Club Kickers 1901 nelle competizioni ufficiali della stagione 1988-1989.

## Stagione
Nella stagione 1988-1989 il Kickers Offenbach, allenato da Dieter Renner e Niko Semlitsch, concluse il campionato di 2. Bundesliga al 15º posto. In Coppa di Germania il Kickers Offenbach fu eliminato al secondo turno dal Kaiserslautern.

## Rosa
| N. |                     | Ruolo | Calciatore        |
| -- | ------------------- | ----- | ----------------- |
|    | Germania (bandiera) | P     | Bernd Fuhr        |
|    | Germania (bandiera) | P     | René Keffel       |
|    | Germania (bandiera) | D     | Dirk Bergsträßer  |
|    | Germania (bandiera) | D     | Gerd Paulus       |
|    | Germania (bandiera) | D     | Karl Richter      |
|    | Germania (bandiera) | D     | Stefan Schummer   |
|    | Germania (bandiera) | D     | Reinhard Stumpf   |
|    | Germania (bandiera) | D     | Achim Thiel       |
|    | Germania (bandiera) | C     | Günther Albert    |
|    | Germania (bandiera) | C     | Jürgen Baier      |
|    | Germania (bandiera) | C     | Knut Hahn         |
|    | Serbia (bandiera)   | C     | Mirza Kapetanović |

| N. |                     | Ruolo | Calciatore        |
| -- | ------------------- | ----- | ----------------- |
|    | Polonia (bandiera)  | C     | Markus Kowalczyk  |
|    | Germania (bandiera) | C     | Detlef Krella     |
|    | Germania (bandiera) | C     | Michael Kroninger |
|    | Galles (bandiera)   | C     | Wayne Thomas      |
|    | Germania (bandiera) | C     | Ralf Weber        |
|    | Germania (bandiera) | A     | Axel Brummer      |
|    | Germania (bandiera) | A     | Guido Erhard      |
|    | Germania (bandiera) | A     | Ralf Hahn         |
|    | Germania (bandiera) | A     | Thomas Kloss      |
|    | Germania (bandiera) | A     | Dieter Müller     |
|    | Germania (bandiera) | A     | Wolfgang Schäfer  |
|    | Germania (bandiera) | A     | Frank Würzburger  |

## Organigramma societario
Area tecnica
- Allenatore: Niko Semlitsch
- Allenatore in seconda:
- Preparatore dei portieri:
- Preparatori atletici:

## Calciomercato

### Sessione estiva
| Acquisti | Acquisti          | Acquisti        | Acquisti |
| R.       | Nome              | da              | Modalità |
| -------- | ----------------- | --------------- | -------- |
| A        | Wolfgang Schäfer  | Rot-Weiss Essen |          |
| C        | Mirza Kapetanović | Sarajevo        |          |
| C        | Detlef Krella     | RW Oberhausen   |          |
| C        | Michael Kroninger | Norimberga      |          |

| Cessioni | Cessioni          | Cessioni              | Cessioni |
| R.       | Nome              | a                     | Modalità |
| -------- | ----------------- | --------------------- | -------- |
| A        | Paul Koutsoliakos | Olympiacos            |          |
| C        | Dietmar Rompel    | Eintracht Francoforte |          |

### Sessione invernale
| Acquisti | Acquisti | Acquisti | Acquisti |
| R.       | Nome     | da       | Modalità |
| -------- | -------- | -------- | -------- |

| Cessioni | Cessioni | Cessioni | Cessioni |
| R.       | Nome     | a        | Modalità |
| -------- | -------- | -------- | -------- |

## Risultati

### 2. Bundesliga

#### Girone di andata
| Arbitro: | Retzmann |

|                     |           |                   |
| Kloss 1’ Müller 50’ | Marcatori | 2’ Knecht 5’ Friz |

| Arbitro: | Bruch |

|                                  |           |  |
| Kuhl 43’, 87’ (rig.) Sánchez 58’ | Marcatori |  |

| Arbitro: | Kentsch |

|            |           |           |
| Müller 88’ | Marcatori | 39’ Holze |

| Arbitro: | Weber |

|                |           |                     |
| Geyer 13’, 51’ | Marcatori | 25’ Hahn 37’ Thomas |

| Arbitro: | Scheuerer |

|                                        |           |             |
| Kroninger 11’, 29’ Müller 17’ Hahn 63’ | Marcatori | 68’ Rombach |

| Arbitro: | Diekert |

|                                      |           |  |
| Fuchs 36’ Niggemann 48’ Woodcock 78’ | Marcatori |  |

| Arbitro: | Mölm |

|                         |           |  |
| Kroninger 41’ Baier 65’ | Marcatori |  |

| Arbitro: | Kruse |

|                          |           |          |
| Kurdov 15’ Mähn 33’, 73’ | Marcatori | 88’ Hahn |

| Arbitro: | Schneider |

|          |           |                 |
| Hahn 59’ | Marcatori | 10’, 12’ Hübner |

| Arbitro: | Osmers |

|                                       |           |              |
| Tschiskale 23’ (rig.), 34’ Kügler 42’ | Marcatori | 58’ Schummer |

| Arbitro: | Kentsch |

|             |           |  |
| Hoffmann 2’ | Marcatori |  |

| Arbitro: | Correll |

|                                        |           |                        |
| Müller 38’ Kapetanović 43’ Richter 65’ | Marcatori | 40’ Moutas 45’ Marsing |

| Arbitro: | Fröhlich |

|                                             |           |  |
| van der Pütten 4’, 48’ Myyry 47’ Rusche 89’ | Marcatori |  |

| Arbitro: | Prengel |

|                       |           |              |
| Kloss 30’ Richter 47’ | Marcatori | 34’ Gartmann |

| Arbitro: | Ren |

|                           |           |  |
| Klinkert 60’ Edelmann 83’ | Marcatori |  |

| Arbitro: | Eli |

|                               |           |  |
| Müller 28’, 57’ Kroninger 61’ | Marcatori |  |

| Arbitro: | Neumann |

|           |           |                           |
| Krohm 86’ | Marcatori | 38’ Kroninger 73’ Schäfer |

| Offenbach am Main 26 novembre 1988, ore 15:00 CET 18ª giornata | Kickers Offenbach | 0 – 0 referto | Eintracht Braunschweig | Stadion am Bieberer Berg (4 000 spett.)\| Arbitro: \| Rubel \| |
| Arbitro:                                                       | Rubel             |               |                        |                                                                |

| Arbitro: | Merk |

|                        |           |  |
| Wegmann 45’ Helmig 65’ | Marcatori |  |

#### Girone di ritorno
| Arbitro: | Steinborn |

|                    |           |            |
| Bommer 4’ Haub 44’ | Marcatori | 57’ Müller |

| Arbitro: | Neuner |

|                                |           |             |
| Weber 64’ Schäfer 74’ Hahn 90’ | Marcatori | 90’ Blättel |

| Arbitro: | Fröhlich |

|              |           |  |
| Neidhart 24’ | Marcatori |  |

| Arbitro: | Mölm |

|                                            |           |  |
| Schäfer 12’ Hahn 30’ Thomas 34’ Stumpf 57’ | Marcatori |  |

| Arbitro: | Harder |

|             |           |  |
| Greiser 26’ | Marcatori |  |

| Arbitro: | Bruch |

|           |           |            |
| Weber 66’ | Marcatori | 53’ Aussem |

| Arbitro: | Ren |

|          |           |  |
| Korb 63’ | Marcatori |  |

| Arbitro: | Führer |

|                             |           |  |
| Weber 7’ Kroninger 23’, 57’ | Marcatori |  |

| Arbitro: | Eli |

|           |           |                     |
| Sachs 22’ | Marcatori | 32’ Weber 64’ Kloss |

| Arbitro: | Ren |

|                           |           |  |
| Kloss 41’ Hahn 79’ (rig.) | Marcatori |  |

| Arbitro: | Barnick |

|  |           |              |
|  | Marcatori | 7’ Ellmerich |

| Arbitro: | Prengel |

|                       |           |  |
| Lay 66’ Higl 76’, 78’ | Marcatori |  |

| Arbitro: | Wolf |

|                            |           |                                         |
| Müller 49’ Kapetanović 59’ | Marcatori | 22’ Myyry 62’ (rig.) Vorholt 86’ Klobke |

| Berlino 13 maggio 1989, ore 15:00 CEST 33ª giornata | Blau-Weiß Berlin | 0 – 0 referto | Kickers Offenbach | Rathausritze (2 739 spett.)\| Arbitro: \| Zimmermann \| |
| Arbitro:                                            | Zimmermann       |               |                   |                                                         |

| Arbitro: | Albrecht |

|                              |           |                 |
| Müller 17’ Müller 26’ (aut.) | Marcatori | 61’ Anderbrügge |

| Arbitro: | Löwer |

|                        |           |           |
| Preetz 11’ Demandt 55’ | Marcatori | 77’ Weber |

| Arbitro: | Kriegelstein |

|                           |           |  |
| Kloss 29’, 55’ Müller 90’ | Marcatori |  |

| Arbitro: | Kruse |

|                        |           |                               |
| Holdorf 4’ Schmidt 15’ | Marcatori | 16’ Kapetanović 80’ Kroninger |

| Arbitro: | Dellwing |

|          |           |  |
| Hahn 59’ | Marcatori |  |

### Coppa di Germania
| Arbitro: | Domurat |

|            |           |                            |
| Pinell 89’ | Marcatori | 5’, 78’ Müller 38’ Brummer |

| Arbitro: | Harder |

|                                                       |           |  |
| Kohr 21’ Emig 81’ Schulz 83’ Friedmann 85’ Wuttke 89’ | Marcatori |  |

## Statistiche

### Statistiche di squadra
| Competizione      | Punti | In casa | In casa | In casa | In casa | In casa | In casa | In trasferta | In trasferta | In trasferta | In trasferta | In trasferta | In trasferta | Totale | Totale | Totale | Totale | Totale | Totale | DR |
| Competizione      | Punti | G       | V       | N       | P       | Gf      | Gs      | G            | V            | N            | P            | Gf           | Gs           | G      | V      | N      | P      | Gf     | Gs     | DR |
| ----------------- | ----- | ------- | ------- | ------- | ------- | ------- | ------- | ------------ | ------------ | ------------ | ------------ | ------------ | ------------ | ------ | ------ | ------ | ------ | ------ | ------ | -- |
| 2. Bundesliga     | 35    | 19      | 12      | 4       | 3       | 39      | 16      | 19           | 2            | 3            | 14           | 12           | 37           | 38     | 14     | 7      | 17     | 51     | 53     | -2 |
| Coppa di Germania | -     | 0       | 0       | 0       | 0       | 0       | 0       | 2            | 1            | 0            | 1            | 3            | 6            | 2      | 1      | 0      | 1      | 3      | 6      | -3 |
| Totale            | 35    | 19      | 12      | 4       | 3       | 39      | 16      | 21           | 3            | 3            | 15           | 15           | 43           | 40     | 15     | 7      | 18     | 54     | 59     | -5 |

### Andamento in campionato
| Giornata  | 1 | 2  | 3  | 4  | 5 | 6  | 7  | 8  | 9  | 10 | 11 | 12 | 13 | 14 | 15 | 16 | 17 | 18 | 19 | 20 | 21 | 22 | 23 | 24 | 25 | 26 | 27 | 28 | 29 | 30 | 31 | 32 | 33 | 34 | 35 | 36 | 37 | 38 |
| --------- | - | -- | -- | -- | - | -- | -- | -- | -- | -- | -- | -- | -- | -- | -- | -- | -- | -- | -- | -- | -- | -- | -- | -- | -- | -- | -- | -- | -- | -- | -- | -- | -- | -- | -- | -- | -- | -- |
| Luogo     | C | T  | C  | T  | C | T  | C  | T  | C  | T  | T  | C  | T  | C  | T  | C  | T  | C  | T  | T  | C  | T  | C  | T  | C  | T  | C  | T  | C  | C  | T  | C  | T  | C  | T  | C  | T  | C  |
| Risultato | N | P  | N  | N  | V | P  | V  | P  | P  | P  | P  | V  | P  | V  | P  | V  | V  | N  | P  | P  | V  | P  | V  | P  | N  | P  | V  | V  | V  | P  | P  | P  | N  | V  | P  | V  | N  | V  |
| Posizione | 7 | 18 | 18 | 18 | 9 | 14 | 10 | 13 | 14 | 17 | 18 | 16 | 19 | 17 | 17 | 17 | 16 | 13 | 17 | 19 | 16 | 18 | 16 | 17 | 17 | 17 | 17 | 16 | 14 | 14 | 16 | 18 | 18 | 15 | 17 | 16 | 17 | 15 |

Legenda:

Luogo: C = Casa; T = Trasferta. Risultato: V = Vittoria; N = Pareggio; P = Sconfitta.

### Statistiche dei giocatori
| Giocatore      | 2. Bundesliga | 2. Bundesliga | 2. Bundesliga | 2. Bundesliga | Coppa di Germania | Coppa di Germania | Coppa di Germania | Coppa di Germania | Totale   | Totale | Totale      | Totale     |
| Giocatore      | Presenze      | Reti          | Ammonizioni   | Espulsioni    | Presenze          | Reti              | Ammonizioni       | Espulsioni        | Presenze | Reti   | Ammonizioni | Espulsioni |
| -------------- | ------------- | ------------- | ------------- | ------------- | ----------------- | ----------------- | ----------------- | ----------------- | -------- | ------ | ----------- | ---------- |
| G. Albert      | 11            | 0             | 0             | 0             | 1                 | 0                 | 0                 | 0                 | 12       | 0      | 0           | 0          |
| J. Baier       | 33            | 1             | 10            | 0             | 2                 | 0                 | 1                 | 0                 | 35       | 1      | 11          | 0          |
| D. Bergsträßer | 2             | 0             | 0             | 0             | 0                 | 0                 | 0                 | 0                 | 2        | 0      | 0           | 0          |
| A. Brummer     | 13            | 0             | 0             | 0             | 1                 | 1                 | 0                 | 0                 | 14       | 1      | 0           | 0          |
| G. Erhard      | 1             | 0             | 0             | 0             | 0                 | 0                 | 0                 | 0                 | 1        | 0      | 0           | 0          |
| B. Fuhr        | 38            | 0             | 0             | 0             | 2                 | 0                 | 0                 | 0                 | 40       | 0      | 0           | 0          |
| K. Hahn        | 20            | 4             | 2             | 0             | 0                 | 0                 | 0                 | 0                 | 20       | 4      | 2           | 0          |
| R. Hahn        | 26            | 4             | 2             | 0             | 0                 | 0                 | 0                 | 0                 | 26       | 4      | 2           | 0          |
| M. Kapetanović | 29            | 3             | 6             | 0             | 2                 | 0                 | 0                 | 0                 | 31       | 3      | 6           | 0          |
| R. Keffel      | 0             | 0             | 0             | 0             | 0                 | 0                 | 0                 | 0                 | 0        | 0      | 0           | 0          |
| T. Kloss       | 31            | 6             | 6             | 0             | 2                 | 0                 | 0                 | 0                 | 33       | 6      | 6           | 0          |
| M. Kowalczyk   | 0             | 0             | 0             | 0             | 0                 | 0                 | 0                 | 0                 | 0        | 0      | 0           | 0          |
| D. Krella      | 17            | 0             | 1             | 0             | 2                 | 0                 | 1                 | 0                 | 19       | 0      | 2           | 0          |
| M. Kroninger   | 29            | 8             | 0             | 0             | 1                 | 0                 | 0                 | 0                 | 30       | 8      | 0           | 0          |
| D. Müller      | 27            | 10            | 4             | 0             | 1                 | 2                 | 1                 | 0                 | 28       | 12     | 5           | 0          |
| G. Paulus      | 25            | 0             | 4             | 0             | 2                 | 0                 | 0                 | 0                 | 27       | 0      | 4           | 0          |
| K. Richter     | 18            | 2             | 5             | 0             | 0                 | 0                 | 0                 | 0                 | 18       | 2      | 5           | 0          |
| S. Schummer    | 27            | 1             | 7             | 0             | 2                 | 0                 | 0                 | 0                 | 29       | 1      | 7           | 0          |
| W. Schäfer     | 17            | 3             | 1             | 0             | 1                 | 0                 | 0                 | 0                 | 18       | 3      | 1           | 0          |
| R. Stumpf      | 36            | 1             | 7             | 0             | 2                 | 0                 | 1                 | 0                 | 38       | 1      | 8           | 0          |
| A. Thiel       | 33            | 0             | 6             | 0             | 2                 | 0                 | 0                 | 0                 | 35       | 0      | 6           | 0          |
| W. Thomas      | 25            | 2             | 4             | 0             | 2                 | 0                 | 1                 | 0                 | 27       | 2      | 5           | 0          |
| R. Weber       | 32            | 5             | 2             | 1             | 1                 | 0                 | 0                 | 0                 | 33       | 5      | 2           | 1          |
| F. Würzburger  | 2             | 0             | 0             | 0             | 0                 | 0                 | 0                 | 0                 | 2        | 0      | 0           | 0          |